# Andrew Bolon
Andrew Jackson Bolon (né vers 1826 et mort le 25 septembre 1855) est un agent du Bureau des affaires indiennes dont la mort fut l'un des éléments déclencheurs de la guerre Yakima.